# Наука и жизнь
«Наука и жизнь» — российский и советский ежемесячный научно-популярный иллюстрированный журнал широкого профиля. Основан в октябре 1934 года (редакция ведёт отсчёт истории журнала с одноимённого издания, выходившего в Российской империи в 1890—1900 годах). В послевоенный советский период тираж журнала был одним из самых высоких в Советском Союзе. Например, в 1980 году тираж одного номера составлял 3 млн экз. После распада СССР тираж журнала резко сократился и в 2000-е годы составлял менее 50 тыс. экз.

## История
- 1890 — основан журнал «Наука и жизнь» М. Н. Глубоковским (1857—1903). Целью журнала провозглашалась популяризация науки. Журнал выходил раз в неделю и был небольшим по объёму (16 страниц). Годовая подписка стоила 5 рублей.
- 1894 — издатель помимо «Науки и жизни» стал также выпускать журнал «Дело», более практичной направленности и более дешёвый — всего рубль в год.
- 1900 — выход журнала прекратился из-за тяжёлой болезни редактора.
- 1904—1906 — в Санкт-Петербурге под редакцией агронома Ф. С. Груздева выходит журнал с тем же названием, но иной направленности (общественно-политическое и художественное издание, не уделявшее популяризации науки большого внимания).
- 1934 — издание «Науки и жизни» возобновлено под редакцией Н. Л. Мещерякова (1865—1942).
- 1938 — «Наука и жизнь» становится органом Академии наук СССР.
- 1948 — журнал издаётся Всесоюзным обществом по распространению политических и научных знаний (Всесоюзное общество «Знание»).
- 1961 — журнал меняет своё направление и содержание в сторону доступности для широкого круга читателей. Главным редактором становится В. Н. Болховитинов (1912—1980).
- 1977 — в номере 8 журнала вышла статья «Проект Конституции СССР. Всенародное обсуждение» (тираж номера — 3 млн экземпляров)[2].
- 1980 — главного редактора В. Н. Болховитинова сменил И. К. Лаговский (1922—2013).
- 1984 — журнал награждается орденом Трудового Красного Знамени.[3]
- 1990 — учредителями журнала стали трудовой коллектив редакции и издательство «Правда».
- январь 1991 и далее — журнал теперь полностью набирается и верстается на компьютерах редакции (до этого бо́льшая часть работ выполнялась в типографии).
- ноябрь 2007 — в журнале появляется раздел «Ума палата», предназначенный для школьников.
- 2008 — главным редактором журнала, сменившим И. Г. Лаговского, стала кандидат физико-математических наук Елена Леонидовна Лозовская, ранее заведовавшая отделом естественных наук[4].

## Редакция журнала
С 1963 года редакция находится в Москве на втором этаже дома № 24 по Мясницкой улице.
Дом был спроектирован архитектором Фёдором Шехтелем. Здание было заказано Строгановским художественным училищем как доходный дом с квартирами для сдачи представителям среднего класса. Проект Шехтеля выиграл конкурс: он оказался лучшим по экономичности, компактности планировки и гигиеническим качествам среди 30 представленных проектов. Первый камень строительства был заложен 29 июня 1905 года, а уже 10 декабря 1906 года дом был сдан заказчику.

### Главные редакторы
Ниже перечислены главные редакторы журнала.
- 1890—1900 — М. Н. Глубоковский
- 1904—1906 — Ф. С. Груздев
- 1934—1942 — Н. Л. Мещеряков
- 1942 — Л. А. Тумерман (и. о. главного редактора)
- 1943—1949 — Ф. Н. Петров
- 1949—1950 — Т. С. Горбунов
- 1950 — И. И. Ганин (и. о. главного редактора)
- 1950—1961 — А. С. Фёдоров
- 1961—1980 — В. Н. Болховитинов
- 1980—2008 — И. К. Лаговский
- 2008 — н. в. — Е. Л. Лозовская

### Известные сотрудники
- См. Категория:Сотрудники журнала «Наука и жизнь»

## Тираж
Тираж журнала в 1970—1980-х годах превосходил 3 миллиона экземпляров и являлся одним из самых высоких в СССР.
Тираж на 2017 год (6-й номер) — 34 000 экземпляров, на 2018 год (1 номер) — 30 120 экз., на 2019 год (1 номер) — 28 020 экз., на 2020 год (1 номер) — 25 700 экз., на 2021 год (10 номер) — 22 800 экз.

## Финансирование
Согласно данным с последней страницы (не считая обложки) «Науки и жизни» № 6 за 2016 год, выпуск осуществлен при финансовой поддержке Федерального агентства по печати и массовым коммуникациям.

## Рубрики и подрубрики
| - Наука на марше - Человек и общество - Экономические беседы - Науки о Земле - Физика, астрономия, математика, космос - Техника, технология, химия - Информатика - Биология, медицина - Экология - История - Отечество - По Москве исторической - Строительство и архитектура - Страны и народы. Геральдика - Наука и искусство. Музей | - Ваше свободное время - Рассказы, повести, очерки - Воспоминания, из семейного архива - Люди науки - Литературоведение. Языкознание - Размышления у книжной полки - Маленькие рецензии. Новые книги - Лицом к лицу с природой - Переписка с читателями - Научно-техническое любительство - Самообразование - Физпрактикум - Любителям астрономии - Туристскими тропами - Спортшкола. Любителям спорта для повышения эрудиции - Человек с видеокамерой - Коллекционеру на заметку | - Коротко о науке и технике - БНТИ (бюро научно-технической информации) - БИНТИ (бюро иностранной научно-технической информации) - Рефераты - Наука и жизнь 100 лет назад - Фотоблокнот - Кунсткамера | - Дела домашние - Маленькие хитрости - Как это устроено. Новые товары - Школа практических занятий. С инструментом в руках - Для тех, кто вяжет - Хозяйке на заметку - О братьях наших меньших. Зооуголок на дому - Ваши растения - На садовом участке - Садоводу на заметку. Рефераты - Бизнес на грядке | - Развлечения не без пользы - Кунсткамера. Лаборатория на дому - Психологический практикум. Математические досуги - Логические игры. Головоломки - Кроссворд с фрагментами - Шахматы - Ответы и решения - Стереостраничка |